# 内能
在熱力學裡，內能（internal energy）是熱力學系統內兩個具狀態變數之基本狀態函數的其中一個函數。內能是指系統所含有的能量，但不包含因外部力場而產生的系統整體之動能與位能。內能會因系統能量的增損而隨之改變。
系統的內能可能因（1）對系統加熱、（2）對系統作功，或（3）添加或移除物質而改變。當系統內有不可穿透的牆阻止物質傳遞時，該系統稱之為「封閉系統」。如此一來，熱力學第一定律描述，內能的增加會等於增加的熱量加上環境對該系統所作的功。若該系統周圍的牆不能傳遞物質與能量，則該系統稱之為「孤立系統」，且其內能會維持定值。
一系統內給定狀態下的內能不能被直接量測。給定狀態下的內能可由一已給定其內能參考值之參考狀態開始，經過一連串熱力學操作及熱力學過程，以達到該給定狀態來決定其值。這一連串的操作及過程，理論上可使用該系統的某些外延狀態變數來描述，亦即該系統的熵 S、容量 V 及莫耳數 {Nj}。內能 U(S,V,{Nj}) 是這些變數的函數。有時，該函數還能再附加上其他的外延狀態變數，如電偶極矩。就熱力學及工程學上的實際用途來看，一般很少需要考慮一個系統的所有內含能量，如質量所含有的等價能量。一般而言，只有與研究的系統及程序有關的部分才會被包含進來。熱力學一般只在意內能的「變化量」。
內能是一系統內的狀態函數，因為其值僅取決於該系統的目前狀態，而與達到此一狀態所採之途徑或過程無關。內能是個外延物理量。內能是個基本熱動力位能。使用勒壤得轉換，可從內能開始，在數學上建構出其他的熱動力位能。這些函數的狀態變數，部分外延變數會被其共軛內含變數所取代。因為僅是將外延變數由內含變數所取代並無法得出其他熱動力位能，所以勒壤得轉換是必要的。熱力學系統的另一個基本狀態函數為該系統的熵 S(U,V,{Nj})，是個除熵 S 這個狀態變數被內能 U 所取代外，具有相同狀態變數之狀態函數。
雖然內能是個宏觀物理量，內能也可在微觀層面上由兩個假設的量來解釋。一個是系統內粒子的微觀運動（平移、旋轉、振動）所產生的微觀動能。另一個是與粒子間的化學鍵及組成物質的靜止質量能量等微觀力有關之位能。在微觀的量與系統因作功、加熱或物質轉移而產生之能量增損的量之間，並不存在一個簡單的普遍關係。
能量的國際單位為焦耳（J）。有時使用單位質量（公斤）的內能（稱之為「比內能」）會比較方便。比內能的國際單位為 J/kg。若比內能以物質數量（莫耳）的單位來表示，則稱之為「莫耳內能」，且該單位為 J/mol。
從統計力學的觀點來看，內能等於系統總能量的系綜平均值。

## 描述和定義
一系統內給定狀態的內能 U 可由該系統的標準狀態開始，透過能量的宏觀轉移，使得該系統的狀態由參考狀態轉變成給定狀態而決定：
{\displaystyle \Delta U=\sum _{i}E_{i}\,}
其中，{\displaystyle \Delta U} 表示內能在給定狀態與在參考狀態下的差，而 {\displaystyle E_{i}} 則是該系統由參考狀態轉變成給定狀態的過程中所傳輸之各種能量，亦即由該系統的參考狀態產生出給定狀態所需之能量。
從非相對論微觀角度來看，內能可被分為微觀位能 {\displaystyle U_{micro,pot}} 與微觀動能 {\displaystyle U_{micro,kin}} 兩個部分：
{\displaystyle U=U_{\mathrm {micro,pot} }+U_{\mathrm {micro,kin} }}
一系統的微觀動能是該系統內所有粒子之運動的總和，包含原子、分子、原子核、電子等粒子的運動。微觀位能則是指化學能與核位能，以及該系統內因為內含的電偶極矩與磁偶極矩所產生的物理力場，以及固體的形變（應力-應變）所具有之能量的總和。一般而言，宏觀熱力學不會討論到微觀的動能與位能。
內能不包含因系統整體的運動或位置所產生之能量，亦即排除任何因為系統於一外部重力場、靜電場或電磁場之運動或位置，而產生之動能與位能。不過，系統內之物體的內含自由度與這些場耦合所產生之能量，也算是內能的一部分。在此一情形下，系統的熱力學狀態需要使用額外的外部參數來描述之。
就熱力學及工程學上的實際用途來看，一般很少需要，或甚至不可能考慮一個系統的所有內含能量，如質量所含有的等價能量。一般而言，只有與研究的系統及程序有關的部分才會被包含進來。實際上，在大多數考量的系統內，尤其是在熱力學裡，計算出所有內能是不可能的。因此，通常會為內能選定一參考零值。
內能是個外延物理量，即內能與系統之大小，或系統所含物質多寡有關。
在溫度大於絕對零度時，微觀位能與動能間會不斷地互相轉換，但在一孤立系統內，其和會維持一個定值。在古典熱力學的觀點下，動能在絕對零度時會消失，而內能會只剩下位能。不過，量子力學表示，即使在絕對零度下，粒子仍然會有剩餘的動能，即零點能量。在絕對零度的系統只會處在量子力量的基態，最低可達能量狀態之下。在絕對零度時，一系統會達成其最低可達到的熵。
內能的微觀動能部分取決於該系統的溫度。統計力學將個別粒子半隨機的動能與構成整個系統的粒子之平均動能所關連。甚至，統計力學將微觀的平均動能與宏觀可見的系統之溫度相關連。此一能量通常被指為系統的「熱能」
，並將此能量（如溫度）與人們對冷熱的體驗相關連。
統計力學將每個系統視為是在 N 個微觀狀態所組成之系綜下做統計上的分布。每個微觀狀態都具有一個能量 Ei，並有著機率 pi。內能即為該系統總能量的平均值，亦即為所有微觀狀態之能量，在其出現機率之加權下的總和：
{\displaystyle U=\sum _{i=1}^{N}p_{i}\,E_{i}\ .}
這是熱力學第一定律在統計下描述。

### 內能變化量
| 系統類型     | 物質       | 功         | 熱         |
| ------------ | ---------- | ---------- | ---------- |
| 開放系統     | Green tick | Green tick | Green tick |
| 封閉系統     | Red X      | Green tick | Green tick |
| 绝热系統     | Red X      | Green tick | Red X      |
| 力學孤立系統 | Red X      | Red X      | Green tick |
| 孤立系統     | Red X      | Red X      | Red X      |

熱力學一般只在意內能的變化量 ΔU。
在沒有物質傳遞的封閉系統內，內能只會因傳熱 Q 及作功而變化。後者又可分成兩個類型，與容量有關的功 Wpressure-volume，以及與容量無關的功 Wisochoric（如摩擦力與極化）。因此，在封閉系統內，內能的變化量 ΔU 可寫成
{\displaystyle \Delta U=Q+W_{\mathrm {pressure-volume} }+W_{\mathrm {isochoric} }}
當一封閉系統得到熱之類的能量時，該能量會增加內能。該能量會分配給微觀動能與微觀位能。一般而言，熱力學不會去理會此類分配。在一理想氣體裡，所有的外加能量都會導致溫度上升，因為該能量只會被分配給微觀動能；此類加熱被稱為「顯熱」。
封閉系統裡內能變化的第二個機制為對該系統作功，不論是透過改變壓力或容量所作的機械功，或是透過向系統通電等方式所作的功。
若系統不是封閉的，則改變內能的第三個機制還包括系統內物質的傳遞。其變化量 ΔUmatter 無法被分成加熱或作功這兩個部分。若系統的加熱與作功是以與物質傳遞無關之方式在進行的，則能量的傳遞可加在內能的變化量上：
{\displaystyle \Delta U=Q+W_{\mathrm {pressure-volume} }+W_{\mathrm {isochoric} }+\Delta U_{\mathrm {matter} }}
若一系統在加熱中發生了某種相變（如熔化或汽化），可觀察到該系統的溫度在完成所有轉變之前都不會改變。加入系統內，卻不會改變系統溫度的能量，稱之為潛能（或潛熱），與會跟溫度變化相關連的顯熱相對。

## 理想氣體的內能
熱力學通常會使用理想氣體的概念作為教學目的，並作為工作系統的近似。理想氣體是由可被視為點的粒子所組成之氣體，這些粒子只會因彈性碰撞而互動，且其自由平均路徑遠大於其半徑。此類系統可使用單原子氣體（如氦氣或其他惰性氣體）來近似。這裡的動能僅包含個別粒子的平移動能。單原子粒子不會旋轉或振動，也不會被激發到更高的能階，除非在非常高的溫度時。
因此，理想氣體的內能變化可是只透過其動能的變化來描述。在理想氣體裡，動能完全由該系統的壓力、容量與熱力學溫度來決定。
理想氣體的內能會正比於其質量（莫耳數）N 與溫度 T
{\displaystyle U=cNT,}
其中，c 為該氣體（在固定容量下）的熱容量。內部可寫成三個外延物理量（熵 S、容量 V 與質量 N）的函數，如下
：
{\displaystyle U(S,V,N)=const\cdot e^{\frac {S}{cN}}V^{\frac {-R}{c}}N^{\frac {R+c}{c}},}
其中，const 為一任意正數，而 R 則為氣體常數。簡單可知，U 會是三個變數的線性齊次函數（亦即為這些變數的「外延」函數），且為弱凸函數。知道溫度與壓力為導數 {\displaystyle T={\frac {\partial U}{\partial S}},} 及 {\displaystyle p=-{\frac {\partial U}{\partial V}},}，理想氣體定律 {\displaystyle pV=RNT} 就可立即被推導出來。

## 封閉熱力學系統的內能
上面內能之變化量均假定附加給系統的熱量及對系統作的功為正值，而系統對環境作的功則為負值。
一般，內能的關係式會以無窮小量的方式來表示，其中只有內能一項為全微分。對一個只進行熱力學過程的系統（即一只交換熱與功的封閉系統），內能的變化量為
{\displaystyle dU=\delta Q+\delta W\,}
這即是熱力學第一定律。該關係式亦可使用其他熱力學參數來表示。每一項均由一內含變數（廣義力）及與其共軛之無窮小外延變數（廣義位移）所組成。
例如，對一非黏性流體，在該系統上所作的機械功，會與壓力 p 及容量 V 相關。壓力是個內含的廣義力，而容量則是個外延的廣義位移：
{\displaystyle \delta W=-p\mathrm {d} V\,}.
這裡，功 W 的方向定義為從作用系統流向周圍環境的能量，熱量 Q 的傳遞方向則定義為流入作用流體之能量，並假定為一可逆過程：
{\displaystyle \delta Q=T\mathrm {d} S\,}.
其中，T 是溫度，S 是熵，而內能的變化量則變成
{\displaystyle \mathrm {d} U=T\mathrm {d} S-p\mathrm {d} V\!}

### 隨溫度與容量而變的變化量
內能隨溫度與容量而變的變化量之公式為
{\displaystyle dU=C_{V}dT+\left[T\left({\frac {\partial p}{\partial T}}\right)_{V}-p\right]dV\,\,{\text{   (1)}}.\,}
在已知狀態方程式之下，可使用該公式求出內能。
在理想氣體的情形下，可推導出 {\displaystyle dU=C_{v}dT}，亦即理想氣體的內能可寫成只與溫度有關之函數。
其中{\displaystyle C_{v}}是物体的定容比热容。对于理想气体，{\displaystyle C_{v}={R \over \gamma -1}}，其中R是理想气体常数，{\displaystyle \gamma }是一个和气体有关的常数，称为绝热指数。对于单原子理想气体，{\displaystyle \gamma =5/3}，对于双原子理想气体，{\displaystyle \gamma =7/5}。至于实际气体，有：
| 气体                   | 绝热指数 |
| ---------------------- | -------- |
| {\displaystyle H_{2}}  | 1.410    |
| {\displaystyle O_{2}}  | 1.397    |
| {\displaystyle N_{2}}  | 1.402    |
| 空气                   | 1.400    |
| {\displaystyle SO_{2}} | 1.272    |

內能隨溫度與容量而變的變化量之公式為
{\displaystyle dU=C_{V}dT+\left[T\left({\frac {\partial p}{\partial T}}\right)_{V}-p\right]dV.\,}
而狀態方程式為理想氣體定律
{\displaystyle pV=nRT.\,}
求壓力解為：
{\displaystyle p={\frac {nRT}{V}}.}
代入內能的公式裡：
{\displaystyle dU=C_{V}dT+\left[T\left({\frac {\partial p}{\partial T}}\right)_{V}-{\frac {nRT}{V}}\right]dV.\,}
取壓力相對於溫度的導數：
{\displaystyle \left({\frac {\partial p}{\partial T}}\right)_{V}={\frac {nR}{V}}.}
代入：
{\displaystyle dU=C_{V}dT+\left[{\frac {nRT}{V}}-{\frac {nRT}{V}}\right]dV.}
並簡化：
{\displaystyle dU=C_{V}dT.\,}
為了使用 dT 與 dV 表示 dU，將
{\displaystyle dS=\left({\frac {\partial S}{\partial T}}\right)_{V}dT+\left({\frac {\partial S}{\partial V}}\right)_{T}dV\,}
代入熱力學基本關係
{\displaystyle dU=TdS-pdV.\,}
會給出：
{\displaystyle dU=T\left({\frac {\partial S}{\partial T}}\right)_{V}dT+\left[T\left({\frac {\partial S}{\partial V}}\right)_{T}-p\right]dV.\,}
{\displaystyle T\left({\frac {\partial S}{\partial T}}\right)_{V}} 為固定容量下的熱容量 {\displaystyle C_{V}.}。
若狀態方程式可知，則可算出 S 相對於 V 的偏導數。由熱力學基本關係可知，亥姆霍茲自由能 A 的微分如下：
{\displaystyle dA=-SdT-pdV.\,}
A 相對於 T 與 V 之二階導數的對稱性，可給出麥克斯韋關係式：
{\displaystyle \left({\frac {\partial S}{\partial V}}\right)_{T}=\left({\frac {\partial p}{\partial T}}\right)_{V}.\,}
如此，即可導出上面的公式。

### 隨溫度與壓力而變的變化量
當處理液體或固體時，隨溫度與壓力而變的變化量之公式通常會比較有用：
{\displaystyle dU=\left(C_{p}-\alpha pV\right)dT+\left(\beta _{T}p-\alpha T\right)Vdp\,}
其中，假定固定壓力下的熱容量與固定容量下的熱容量之間有下列關係：
{\displaystyle C_{p}=C_{V}+VT{\frac {\alpha ^{2}}{\beta _{T}}}\,}
壓力在固定相對於溫度的偏導數可以熱膨脹係數
{\displaystyle \alpha \equiv {\frac {1}{V}}\left({\frac {\partial V}{\partial T}}\right)_{p}\,}
與等溫壓縮性
{\displaystyle \beta _{T}\equiv -{\frac {1}{V}}\left({\frac {\partial V}{\partial p}}\right)_{T}\,}
表示之，寫成：
{\displaystyle dV=\left({\frac {\partial V}{\partial p}}\right)_{T}dp+\left({\frac {\partial V}{\partial T}}\right)_{p}dT=V\left(\alpha dT-\beta _{T}dp\right)\,\,{\text{  (2)}}\,}
在固定容量的情形下，令 dV 為 0，並求 dp/dT 的解，可得：
{\displaystyle \left({\frac {\partial p}{\partial T}}\right)_{V}=-{\frac {\left({\frac {\partial V}{\partial T}}\right)_{p}}{\left({\frac {\partial V}{\partial p}}\right)_{T}}}={\frac {\alpha }{\beta _{T}}}\,\,{\text{   (3)}}\,}
將 (2) 與 (3) 代入 (1) 內，即可得出上面公式。

### 在固定溫度下，隨容量而變的變化量
內壓可定義為在固定溫度下，內能相對於容量的偏導數：
{\displaystyle \pi _{T}=\left({\frac {\partial U}{\partial V}}\right)_{T}}

## 多成分系統的內能
除了以熵 S 與容量 V 表示內能之外，一個系統通常也會使用內含的粒子與化合物之數量來表示之：
{\displaystyle U=U(S,V,N_{1},\ldots ,N_{n})\,}
其中 Nj 為該系統內類型 j 的成分之莫耳數。內能是外延變數 S、V 與數量 Nj 的外延函數，可寫成一階線性齊次函數：
{\displaystyle U(\alpha S,\alpha V,\alpha N_{1},\alpha N_{2},\ldots )=\alpha U(S,V,N_{1},N_{2},\ldots )\,}
其中，α 為描述該系統成長之因子。內能的微分可寫成
{\displaystyle \mathrm {d} U={\frac {\partial U}{\partial S}}\mathrm {d} S+{\frac {\partial U}{\partial V}}\mathrm {d} V+\sum _{i}\ {\frac {\partial U}{\partial N_{i}}}\mathrm {d} N_{i}\ =T\,\mathrm {d} S-p\,\mathrm {d} V+\sum _{i}\mu _{i}\mathrm {d} N_{i}\,}
其中，溫度 T 被定義為 U 相對於熵 S 的偏導數，壓力 p 被定義為 U 相對於容量 V 的偏導數之負值
{\displaystyle T={\frac {\partial U}{\partial S}},}
{\displaystyle p=-{\frac {\partial U}{\partial V}},}
而係數 {\displaystyle \mu _{i}} 則為類型 i 的成份之化學勢。該化學勢被定義為內能相對於成分數量之偏導數：
{\displaystyle \mu _{i}=\left({\frac {\partial U}{\partial N_{i}}}\right)_{S,V,N_{j\neq i}}}
作為成分數量 {\displaystyle \lbrace N_{j}\rbrace } 的共軛變數，化學勢是個內含物理量，與系統的大小無關。因為內能 U 的外延性質，以及各獨立之變數，使用歐拉的齊次函數定理，微分 dU 可被積分，並給出內能的公式：
{\displaystyle U=TS-pV+\sum _{i}\mu _{i}N_{i}\,}.
該系統內成分部分的總和即為吉布斯能：
{\displaystyle G=\sum _{i}\mu _{i}N_{i}\,}
吉布斯能表示在固定溫度與壓力下，系統成分數量的改變所產生之能量變化。對一個單成分的系統，化學勢會等於每單位物質量的吉布斯能。

## 彈性介質裡的內能
在一彈性介質裡，內能裡的機械能項必須以應力 {\displaystyle \sigma _{ij}} 與應變 {\displaystyle \varepsilon _{ij}} 來取代。其無窮小的公式為：
{\displaystyle \mathrm {d} U=T\mathrm {d} S+V\sigma _{ij}\mathrm {d} \varepsilon _{ij}}
其中，張量使用到愛因斯坦求和約定，亦即對每個重復指數相乘後加總。依據歐拉定理，可給出內能的公式為：
{\displaystyle U=TS+{\frac {1}{2}}\sigma _{ij}\varepsilon _{ij}}
對一線性彈性材料，應力與應變之間的關係如下：
{\displaystyle \sigma _{ij}=C_{ijkl}\varepsilon _{kl}}
其中，Cijkl 為介質的彈性常數張量。

## 計算方法
路徑積分蒙地卡羅方法是個用來計算內能的數值方法，其理論依據為量子力學原理。

## 歷史
詹姆斯·焦耳研究過熱、作功與溫度間的關係。他觀察到，若透過攪拌液體等方式對液體作機械功，該液體的溫度會上升。焦耳假設，他對該系統所作的機械功會轉換成「熱能」。具體來說，他還發現了需要4185.5焦耳的能量來提升1公斤的水1度C的溫度，輸入功和熱能的比例即為热功当量，1850年時，焦耳发表了一个修正的测量值，772.692 ft·lbf/Btu（4.159J/cal），这个值很接近20世纪初期采用的值，4.1860J/cal。。

## 註記
1. 1 2 3  在本條目裡，機械功的正負值與在化學裡所定義的一樣，但不同於在物理裡所使用的習慣。在化學裡，環境對系統所作的功（如系統收縮）為負值，而在物理裡則為正值。

## 另見
- 熱量測定
- 焓
- 㶲
- 亥姆霍茲自由能
- 熱力學方程
- 熱動力位能
- 温度
- 热量